# Geetha Narayanan Gopal
Geetha Narayanan Gopal (ur. 29 marca 1989 w Kerala) – indyjski szachista, arcymistrz.

## Wybrane sukcesy szachowe
- 2005 pierwsza norma mistrzowska - world junior championship, Turkey
- 2006 druga norma mistrzowska - belaguer tournament, Spain
- 2006 trzecia norma mistrzowska - valsad tournament, Gujarat
- 2007 pierwsza norma arcymistrzowska - international open Kolkata 2007
- 2007 druga norma arcymistrzowska - lake Sevan Armenia tournament
- 2007 trzecia norma arcymistrzowska - asian zonal Dhaka 2007
- 2008 udział w olimpiadzie szachowej w Dreźnie
- 2008 indywidualny złoty medal w asian team championship Vizag
- 2008 dzielone II m. w 9th Banja Luka grandmasters tournament
- 2008 II m. w Gjovic grandmaster swiss tournament, Norway
- 2008 dzielone IIm w Gibtelecom masters tournament
- 2008 II m. w Gausdal classics international tournament
- 2010 udział w olimpiadzie szachowej w Chanty-Mansyjsku[1]

Najwyższy ranking w dotychczasowej karierze osiągnął 1 lipca 2010 r., z wynikiem 2611 punktów zajmował wówczas 7. miejsce wśród indyjskich szachistów.